# Jean Dauberval
Jean Bercher, zvaný Dauberval nebo d'Auberval (19. srpna 1742, Montpellier – 14. února 1806, Tours) byl francouzský tanečník a choreograf.

## Životopis
Byl synem herce Étienna-Dominique Berchera (1725-1800) a studoval balet v pařížské Opeře, kde byl v roce 1763 jmenován prvním tanečníkem a v roce 1771 baletním mistrem. V roce 1783 skončil v Paříži a odešel do Bordeaux, kde se stal baletním mistrem v Grand-Théâtre v letech 1785 až 1791.
Silně ho ovlivnil Noverre. Jeho balety o obyčejných lidech se vyznačují sentimentálním humorem. Mezi jeho následovníky patřili Salvatore Viganò, Charles-Louis Didelot a Jean-Pierre Aumer.
Oženil se s tanečnicí Marií-Madeleine Crespé, zvanou Mademoiselle Théodore.

## Dílo
výběr
- 1785 : Le Déserteur
- 1787 : Le Page inconstant (námět Figarova svatba, Beaumarchais)
- 1788 : Psyché et l'Amour
- 1789 : La Fille mal gardée
- 1797 : Télémaque dans l'île de Calypso